# Costaros
Costaros ist eine französische Gemeinde mit 552 Einwohnern (Stand 1. Januar 2022) im Département Haute-Loire in der Region Auvergne-Rhône-Alpes (vor 2016 Auvergne). Die Gemeinde gehört zum Arrondissement Le Puy-en-Velay und zum Kanton Velay volcanique. Die Einwohner werden Costarossiens genannt.

## Geografie
Costaros liegt etwa siebzehn Kilometer südsüdwestlich von Le Puy-en-Velay im Zentralmassiv. Umgeben wird Costaros von den Nachbargemeinden Cayres im Norden und Westen, Le Brignon im Norden und Osten sowie Landos im Süden.
Durch die Gemeinde verläuft die Route nationale 88.

## Weblinks

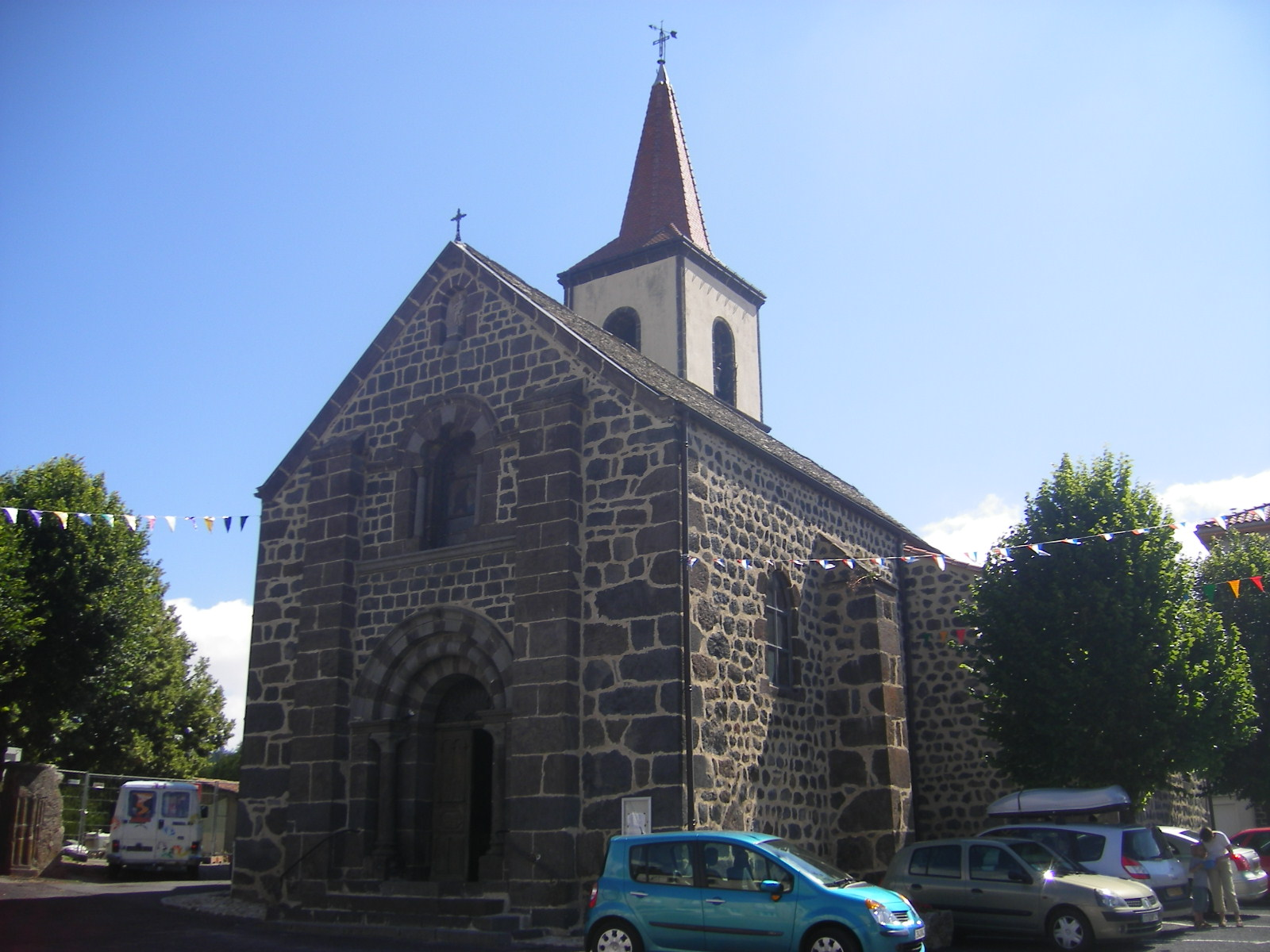
Kirche Saint-Joseph

## Bevölkerungsentwicklung
| Jahr                       | 1962 | 1968 | 1975 | 1982 | 1990 | 1999 | 2006 | 2011 | 2017 |
| Einwohner                  | 516  | 520  | 507  | 498  | 485  | 549  | 584  | 629  | 544  |
| Quellen: Cassini und INSEE |      |      |      |      |      |      |      |      |      |

## Sehenswürdigkeiten
- Kirche Saint-Joseph